# جامعة ريو غراندي
تعد كل من جامعة ريو غراندي وكلية مجتمع ريو غراندي (المسماة أصلاً كلية ريو غراندي)  (بالإنجليزية: University of Rio Grande)‏ كليتين توأمتين في ريو غراندي، أوهايو، الولايات المتحدة.
تقدم جامعة ريو غراندي مجموعة من الدورات والتخصصات، وهي معروفة في المنطقة ببرامجها للفنون الجميلة والتعليم والتمريض. كما أنها تمتلك برنامجا للدراسات العليا في تعليم المعلمين، وهو أحد البرامج الوطنية القليلة التي تتمحور حول نظرية هوارد غاردنر حول الذكاءات المتعددة. يستضيف متحف قرير في الجامعة من 5 إلى 6 فنانين زائرين كل عام، ويضم مجموعة فنون بروكز جونز، بما في ذلك أعمال غويا ورينوار وجاسبر جونز. تحتوي حديقة سكولبتشر جاردن الجامعية على 15 عملاً واسع النطاق في الهواء الطلق لفنانين معاصرين، بما في ذلك فليتشر بنتون. تقوم فرقة غراند كورالي للجاز الصوتية في الجامعة بأداء 12إلى 15 حفلة كل عام.
تشتهر ريو غراندي بكونها الحاضنة لبيفو فرانسيس، الذي سجل الرقم القياسي للكلية في النقاط التي سجلتها في لعبة كرة السلة، ولعلاقته الوثيقة ببوب بوب إيفانز فارمز، والذي يقع بجوار الجامعة.
جامعة ريو غراندي معتمدة إقليميا من قبل لجنة التعليم العالي. انبثقت لجنة التعليم العالي من قسم التعليم العالي في الرابطة الشمالية المركزية للكليات والمدارس.

## التاريخ
أقنع إيرا هانينغ - وهو وزير معمداني ذو إرادة حرة - نحميا وبرميليا أتوود، إلى جانب يوستاس سانت جيمس، وهم من السكان الأثرياء ورجال الأعمال، باستخدام ثروتهم لإنشاء كلية. بعد وفاة نحميا في عام 1869م، تقع مسؤولية جعل هذا الحلم حقيقة واقعة على عاتق زوجته بيرميليا. في عام 1873l أنشأت شركة بيرميلا رديجوي أتود وقفا وأصدرت 10 أكر (40,000 م2) من الأرض لكلية ريو غراندي، التي افتتحت رسميًا في 13 سبتمبر 1876م في عامها الأول، كانت رانسوم دان رئيسًا وكذلك أستاذًا للفلسفة العقلية والأخلاقية.

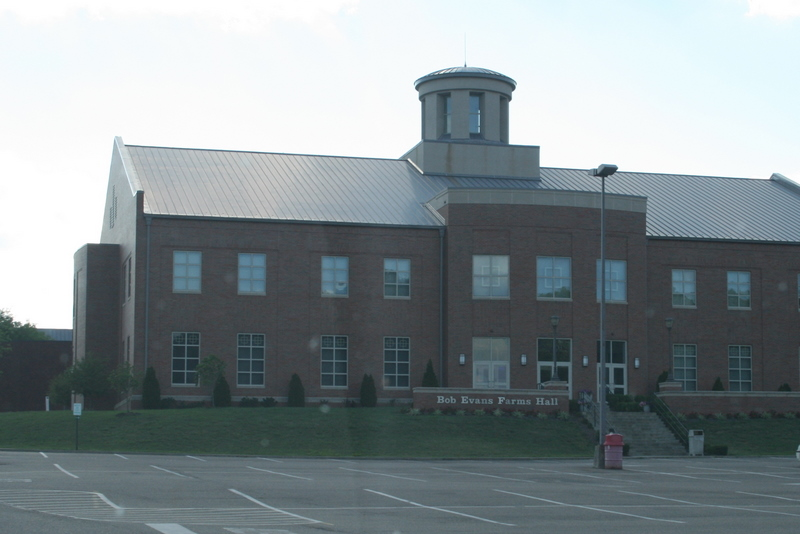
قاعة بوب إيفانز فارم في حرم جامعة ريو غراندي، يوليو 2007

في السنوات الأولى من عمرها، وفرت ريو غراندي القيادة في إعداد المعلمين والوزراء المعمدانيين.
القرن ال 20
بحلول عام 1915م تحول تركيز ريو غراندي الرئيسي إلى تدريب المعلمين، والذي استمر كاهتمام فردي تقريبًا لمدة 60 عامًا تقريبًا.
الانتماء مع المعمدانيين انتهت رسميا في أوائل 1950م خلال نفس الفترة الزمنية، بيعت المزرعة المجاورة للحرم الجامعي والتي كانت مملوكة للكلية (عمل الطلاب هناك لإنتاج منتجات الألبان)، لتوفير أموال تشغيلية تمس الحاجة إليها للمؤسسة. كان رجل الأعمال الشاب بوب إيفانز هو المشتري.
ألما ماتر من جامعة ريو غراندي، «الأحمر والأبيض» كتبه يوستاس سانت جيمس، وهو خريج عام 1920م وحل محله ألما ماتر سابق كتبه فرانز جوزيف سوشير.
في عام 1969م وافقت رابطة الشمال المركزية للكليات والمدارس على اعتماد ريو غراندي. أنشئت مكتبة ديفيس وخصصت قبل الاعتماد بثلاث سنوات؛ كان للمكتبة دور مؤثرفي الفوز بالاعتماد.

## الألعاب الرياضية
تعد فرق جامعة ريو غراندي - التي يطلق عليها اسم رد ستورم من الناحية الرياضية - جزءًا من الجمعية الوطنية لألعاب القوى بين الكليات، والتي تتنافس بشكل أساسي في مؤتمر مؤتمر دول النهر (أعيدت تسميته بمؤتمر كنتكلي انتركولجيت الرياضي في 2016م). سبق أن شاركت ردستورم في مؤتمر منتصف الجنوب من عام 2009م إلى عام 2014م، والمؤتمر الأمريكي للشرق الأوسط الذي انتهى قبل ذلك. تشمل الرياضات الرجالية البيسبول وكرة السلة والبولينج وكرة القدم والمضمار والميدان. في حين تشمل الرياضات النسائية كرة السلة والبولينج والعاب القوى وكرة القدم والكرة اللينة والميدان والكرة الطائرة.
في عام 2008م - قبل اللقب الحالي - كان اسمها السابق هو ردمان (للرجال) ورد وومن (للنساء).

### كرة القدم للرجال
لدى الجامعة بطولتان وطنيتان لكرة القدم للرجال بما في ذلك ألقاب نايا لعام 2003م و2015م. خلال موسم 2014م كان لدى فريق كرة القدم للرجال في الجامعة 46 اتحادًا وطنيًا لجميع طلاب ألعاب القوى (نايا).

## خريجون بارزون
- بيرني بيكرستاف، المدير التنفيذي السابق لفريق كرة السلة الأمريكي التنفيذي. [بحاجة لمصدر]
- ماثيو بويلز، ووكر سباق محترف.[4]
- فرانك كريمينس، يمثل ولاية أوهايو في مجلس النواب بالولايات المتحدة .[5]
- بيبو فرانسيس، لاعب كرة السلة الأسطوري، سجل 113 نقطة في مباراة واحدة ضد كلية هيلزدال، وذلك عام 1954م ليكون الأعلى رقما حتى كسر جاك تايلور من كلية جرينيل علامة مع 138 نقطة أداء ضد كلية فيث المعمدانية الكتاب المقدس في 20 نوفمبر 2012م.
- كيندل فوستر كروسن، كاتب خيال اللب والخيال العلمي.
- بن هنتر، لاعب كرة قدم محترف. [بحاجة لمصدر]
- جورج بوفنبرغر، قاضي محكمة الاستئناف العليا في ويست فرجينيا.
- توم سبنسر، متقاعد دوري البيسبول لاعب الدفاع [6]
- روبرت م. سويتزر، ممثل الولايات المتحدة السابق من ولاية أوهايو.[7]

## وصلات خارجية
- موقع ريو غراندي ريد ستورم الرسمي للألعاب الرياضية

لم يتم العثور على روابط لمواقع التواصل الاجتماعي.